# Heindonk
Heindonk is een dorp in de Belgische provincie Antwerpen en een deelgemeente van Willebroek. De naam is afkomstig van het woord donk, dat een hoger gelegen met heide begroeid gebied in een polder is. Heindonk was een zelfstandige gemeente tot aan de gemeentelijke herindeling van 1977.

## Geschiedenis
Heindonk was een donkengebied tussen het huidige Zennegat en de Rupel. Het was gescheiden van Blaasveld door de Hondekotbeek en van Heffen door de Leibeek. Het was waarschijnlijk een dorp langs de heirweg van Bavai naar Utrecht. Heindonk behoorde toen nog tot de parochie Zemst. Pas vanaf 1603 hoorde het bij Heffen. Het werd pas een zelfstandige parochie in 1803.
Bestuurlijk hoorde Heindonk tot de heerlijkheid Rumst, in bezit van de familie Berthout. Vanaf 1664 werd Heindonk een zelfstandige heerlijkheid. Deze kwam in bezit van de families Van Schuren van Haghoort (eind 17de eeuw-1757), Van Groesbeek (18de eeuw) en de Croix van Heuchin (18de eeuw).
In 1486 werd het Augustinessenklooser Vallis Pacis gesticht, dat echter in de 16e eeuw te maken kreeg met overstromingen en beeldenstormers. In de 17e eeuw werd het klooster verlaten.

## Geografie
Heindonk wordt door water omgeven. De noordgrens wordt gevormd door de rivier de Rupel; ten oosten loopt de Dijle die er in de Rupel vloeit Ten zuiden en ten oosten liggen de Sport Vlaanderen roei- en zeilvijvers Hazewinkel en Broekhoven (ook genoemd "De Bocht").

## Bezienswaardigheden
- Het Kasteel De Bocht aan de Grote Bergen
- De Sint-Jan-Baptist en Sint-Amanduskerk
- Vallis Pacis of Oud gemeentehuis

## Natuur en landschap
Heindonk ligt in een laaggelegen en moerassig gebied. Hier ontstaat de Rupel door de samenvloeiing van de Nete en de Dijle, nadat de Dijle ook de Zenne heeft opgenomen. Ten westen van het tamelijk geïsoleerde dorp vindt men het domein Broek de Naeyer (Klein-Willebroek), Battenbroek en Zennegat. Heindonk wordt ten het noorden begrensd door Rupel en Dijle.

## Demografische ontwikkeling
- Bronnen:NIS, Opm:1806 tot en met 1970=volkstellingen; 1976 = inwoneraantal op 31 december

## Nabijgelegen kernen
Heffen, Klein-Willebroek, Willebroek, Blaasveld